# Gibson (Iowa)
Gibson é uma cidade localizada no estado americano de Iowa, no Condado de Keokuk.

## Demografia
Segundo o censo americano de 2000, a sua população era de 92 habitantes.
Em 2006, foi estimada uma população de 74, um decréscimo de 18 (-19.6%).

## Geografia
De acordo com o United States Census Bureau tem uma área de
0,2 km², dos quais 0,2 km² cobertos por terra e 0,0 km² cobertos por água.

## Localidades na vizinhança
O diagrama seguinte representa as localidades num raio de 16 km ao redor de Gibson.